# Danger Mouse (serie animada de 1981)
Danger Mouse es una serie animada de televisión británica producida por Cosgrove Hall Films para Thames Television. El personaje de la serie era Danger Mouse, un ratón inglés que trabajaba de superhéroe/agente secreto. Esta caricatura es una parodia del espía de ficción británico, particularmente de las películas de James Bond y la serie Danger Man protagonizada por Patrick McGoohan. El programa originalmente se presentó en Gran Bretaña desde 1981 hasta 1992.
La primera voz del héroe era encargada por William Franklyn solamente los 2 episodios pilotos en 1979 y 1980, después en 1981 ahora era encargada por David Jason durante toda la serie.
También tuvo un spin-off de su enemigo El Conde Pátula que se emitió de 1988 a 1993.

## Emisión Internacional
En Latinoamérica está disponible a través de Netflix desde el 15 de junio de 2015.   
La serie clásica se emitió únicamente 13 episodios en BBC Alba los lunes, con la retransmisión de los sábados, domingos o ambos días desde el 13 de julio de 2015 hasta el 11 de octubre de 2015, bajo el título en gaélico Donnie Murdo.

## Reboot
La nueva versión de la serie misma, comenzó a trasmitirse en CBBC el 28 de septiembre de 2015.

## Popularidad
Este héroe portaba un parche en el ojo y en el pecho un prominente emblema con las iniciales DM. Esto causó problemas para la traducción de la serie a otros idiomas, donde una traducción literal de las palabras 'Danger' y 'Mouse' no tenían esas iniciales; la versión en gaélico escocés, por ejemplo, llama a la serie Donnie Murdo (dos palabras que nada tienen que ver con ratón o peligro), en la traducción al esloveno se omiten completamente las iniciales DM, donde doblan Danger Mouse por Hrabri mišek ('Ratón Bravo'). En Francia intentaron mantener las iniciales, el ratón fue llamado Dare Dare Motus (Ratón Más Rápido Imposible).
En 1983 la audiencia de Danger Mouse superó a Superman 3, siendo el primer dibujo británico en entrar al mercado de TV en Estados Unidos.

## Otras apariencias
- En Victor y Hugo (de 1991): Apareció como él mismo en la serie.
- En South Park (de 2008): Danger Mouse aparece como cameo en la versión del video de Imanigationland.

## Videojuegos
- (1984) Danger Mouse in Double Trouble - distribuido por Creative Sparks para Commodore 64, ZX Spectrum y Amstrad CPC.

- (1984) Danger Mouse in the Black Forest Chateau - distribuido por Creative Sparks para Commodore 64 y ZX Spectrum.

- (1985) Danger Mouse: Making Whoopee - distribuido por Creative Sparks para ZX Spectrum y Amstrad CPC.

- (2010) Danger Mouse: Trivia - distribuido por Zed Worldwide para iPhone OS, exclusivamente en  Estados Unidos.

- (2011) Danger Mouse (videojuego de ZED) - distribuido por Zed Worldwide SA para Teléfonos móviles, exclusivamente en  Estados Unidos.

- (2016) Power Of Mouse: Danger Mouse Version - distribuido por Edgars Vecozolins para iPhone OS, exclusivamente en  Estados Unidos.

## Reparto original
| Personaje                                | Actor original (UK) Reino Unido | Actor de doblaje (Hispanoamérica) · Argentina (Temp. 1-8) · México (Temp. 9-10) |
| ---------------------------------------- | ------------------------------- | ------------------------------------------------------------------------------- |
| Danger Mouse                             | David Jason                     | Carlos Romero Franco (Temp. 1-8) Rolando de Castro (Temp. 9-10)                 |
| Isambard Sinclair (narrador)             | David Jason                     | Adolfo Stambulsky (Temp. 1-8) Federico Romano (Temp. 9-10)                      |
| Nerón                                    | David Jason                     |                                                                                 |
| Flying Officer Buggles Pigeon            | David Jason                     |                                                                                 |
| Texas Jack McGraw McGraw                 | David Jason                     |                                                                                 |
| Conde Pátula                             | David Jason                     |                                                                                 |
| Grovel                                   | David Jason                     |                                                                                 |
| Dudley Poyson                            | David Jason                     |                                                                                 |
| Hannibal Hoggartey                       | David Jason                     |                                                                                 |
| Mad Manuel                               | David Jason                     |                                                                                 |
| Egregious M. Murphy                      | David Jason                     |                                                                                 |
| Ernest Penfold (Temblón)                 | Terry Scott                     | Juan Carlos Olivier (Temp. 1-8) Roberto Carrillo (Temp. 9-10)                   |
| Leatherhead                              | Terry Scott                     |                                                                                 |
| Coronel K                                | Edward Kelsey                   | Julio Fontana (Temp. 1-8) Tito Reséndiz (Temp. 9-10)                            |
| Barón Greenback                          | Edward Kelsey                   | Carlos Romero (Temp. 1-8)                                                       |
| Obadiah                                  | Edward Kelsey                   |                                                                                 |
| Wufgang Bark                             | Edward Kelsey                   |                                                                                 |
| The Gremlin                              | Edward Kelsey                   |                                                                                 |
| Dr. Nemesio Alucio Julio Diente Duro III | Jimmy Hibbert                   | Alfonso Obregón (Temp. 9-10)                                                    |
| Stiletto Mafiosa                         | Brian Trueman                   | Sergio Aguirre (Temp. 1-8)                                                      |
| Copper-Conk Cassidy                      | Brian Trueman                   |                                                                                 |
| Doctor Frankenstoat                      | Brian Trueman                   |                                                                                 |
| J. J. Quark                              | Brian Trueman                   |                                                                                 |
| El Loco                                  | Brian Trueman                   |                                                                                 |
| Mac, the Fork                            | Brian Trueman                   |                                                                                 |
| P.A.W.S.                                 | Brian Trueman                   |                                                                                 |
| General Ro-Mole                          | Brian Trueman                   |                                                                                 |
| Penfold's Aunt                           | Brian Trueman                   |                                                                                 |
| Estudios de doblaje                      | N/A                             | Videorecord (Temp. 1-8) Procineas S.C.L. (Temp. 9-10)                           |